# Thomas Hollis
Pour les articles homonymes, voir Hollis.
Thomas Hollis (14 avril 1720, Londres - 1er janvier 1774) est un philosophe et écrivain politique anglais.

## Jeunesse
Il étudia à l'Adams Grammar School jusqu'à l'âge de 10 ans puis à St. Albans jusqu'à 15 ans, avant d'apprendre le français et le néerlandais à Amsterdam. Il voyagea en Europe et partit à la rencontre des peintres italiens et des philosophes français.

## Publications
En 1768, il publia The True Sentiments of America, qui eut un grand retentissement en Angleterre comme en Amérique et fut considéré par la Couronne comme un acte de défiance.